# Француско-суринамска граница
Граница између Француске и Суринама је међународна граница која ограничава националне територије Француске и Суринама на североистоку Јужне Америке. Дугачка је 510 км. и раздваја Суринам, независне државе од Француске Гвајане, прекоморског департмана Републике Француске.

## Карактеристике
Француско-суринамска граница простире се на 510 км, западно од Гванјане и источно од Суринама. Граница почиње на северу, на ушћу реке Марони, близу Атлантског океана. Граница прати ток реке Марони према југу, затим прати ток реке Лаве све до реке Тапанаони. Граница се завршава на тромеђу Бразила, Француске и Суринама одакле се одвајају границе између Бразила и Суринама и граница између Бразила и Француске.
Због компликоване граничне црте, не постоје ни путеви ни железничка пруга између ове две земље. Разлог је због тога што граница прати дуж реке и није могуће изградити прелазне путеве. Једини главни прелаз налази се у Сен Лоран ди Марони, другог највећег града француске прекоморске територије Француска Гвајана и Алибина, Суринамског града. Главни проблем овог прелаза је промена стране вожње, због тога што у Суринаму се вози са леве стране, док у Француској са десне.

## Историја
Граница између ове две државе утврђена је захваљујући реци Марони и актирано Споразумом у Утрехту 1713. године (Суринам је тада био холандска колонија) којим је успостављен Утрехтски мир низом билатералних мировних споразума. Овим споразумом завршен је Рат за шпанско наслеђе између Енглеске и Уједињених провинција с једне и Француске и Шпаније са друге стране.
Ова арбитража није у потпуности била очигледна, Француска је сматрала да Итани чини горњи ток Лаве, док Холандија (тада Суринам) сматра да овај горњи ток припада реци Мароуини. Током дуги низ година приближно 6.000 km² остаје под контролом Француске, али је Суринам ипак поставио граничну полицију на том делу што је доводило до различитих конфликта између ове две земље.
Промена на подручју Француске Гвајане, која се раније процењивала на 91.000 km², није повезана са овим граничним спором, већ са грешком бивше Географске службе, која је лоше проценила географску ширину. Грешку је 1960-их исправио ИГН, што објашњава теоријску „ампутацију“ од приближно 7.400 km француског дела.

### Данас
Данас се у овом региону води расправа око границе између Француске и Суринама. У фебруару 2019. француска војска уништила је илегалну конструкцију која служи за вађење злата на једном од острва реке Марони, док Суринам тврди да тај део не припада Француској. Суочен са притиском народа, председник Десире Боутерс одлучио је да обустави сарадњу са Француском 1. марта 2019. године. Суочена са овим дипломатским инцидентом, Француска је одлучила да почне преговоре са Суринамом о успостављању дефинитивне граничне линије. 4. фебруара 2021. године, покренута је заједничка француско-суринамска мисија за дефинисање суверенитета над 950 острва и њихових 2.000 становника. Меморандум о разумевању потписан је 15. марта 2021. године, који се, међутим, не односи на спорни део реке Итани и Мароуини. Ово је уједно и највећи споразум о партнерству потписан између две земље за заједничко управљање реком.
Граница између две земље, дуга 500 километара, остала је углавном непомична. Само неколико малих делова било је омеђено међународним текстовима из 1891. и 1915. године. Као резултат двогодишњих преговора, протокол интегрише дигиталну линију границе одређену на три сегмента.
Обе земље још увек нису нашле решење за четврти сегмент који је гранични део између реке Итани и Мароуини које обе земље желе да контролишу. Данас највећи проблем остаје контрола тог дела границе због тога што постоји алувијално земљиште где се могу наћи ситни фрагменти злата, чије је ископавање илегално. Процес настанка алувијала започиње ерозијом, наставља се преобликовањем течностима, и завршава се таложењем односно стварањем алувијалних седимената. Алувион помешан златом се најчешће састоји од различитих материјала попут ситних честица муља и глине односно већих честица попут песка и шљунка. Због злата гранична полиција свакодневно наилази на илегалне конструкције које служе за ископавање.

## Гранични прелаз Сен Лоран ди Марони
Гранични прелаз Сен Лоран ди Марони је један од стратешких и битних прелаза између овде две земље. Због кризе која је ударила ове две земље и затварање граница током граничних расправа, локални становници нису били у могућности да пређу границу и препродају своје залихе. Једини начин је био платити 10 еура граничну царину. Након потписа уговора о границама, царина је смањена на 4 евра. Како је Француска Гвајана део Европе, границу контролише ваздушна и гранична полиција двадесет и четири сата. Ваздушна полиција регулише и дуж границе реке у потрази за нелегалним радњама копањем злата док гранична полиција контролише прелаз робе. Према истраживањима, овај део је јако осетљив због сталног преноса наркотика, поготову кокаина.

## Шематски приказ границе
| Суринам         | Суринам             | Суринам         |                 | Француска (Француска Гвајана) | Француска (Француска Гвајана) | Француска (Француска Гвајана) |
| Дистрикт        | Град                | Гранични Прелаз | Гранични Прелаз | Локална заједница             | Арондисман                    |                               |
| --------------- | ------------------- | --------------- | --------------- | ----------------------------- | ----------------------------- | ----------------------------- |
| Атлантски океан |                     |                 |                 |                               |                               |                               |
| Маровиђне       | Галиби              |                 | Мариони         |                               | Авала-Малијапо                | Сен Лоран ди Марони           |
| Маровиђне       | Галиби              | Мана            | Мариони         |                               |                               | Сен Лоран ди Марони           |
| Маровиђне       | Албина              |                 | Мариони         |                               |                               | Сен Лоран ди Марони           |
| Маровиђне       | Сен Лоран ди Марони |                 | Мариони         |                               |                               | Сен Лоран ди Марони           |
| Маровиђне       | Моенго Тапое        |                 | Мариони         |                               |                               | Сен Лоран ди Марони           |
| Маровиђне       | Патамака            |                 | Мариони         |                               |                               | Сен Лоран ди Марони           |
| Маровиђне       | Апату               |                 | Мариони         |                               |                               | Сен Лоран ди Марони           |
| Сипаливини      | Тапанаони           |                 | Мариони         |                               |                               | Сен Лоран ди Марони           |
| Сипаливини      | Тапанаони           | Гранд-Санти     | Мариони         |                               |                               | Сен Лоран ди Марони           |
| Сипаливини      | Тапанаони           | Лава            |                 |                               |                               | Сен Лоран ди Марони           |
| Сипаливини      | Тапанаони           | Марипасула      |                 |                               |                               | Сен Лоран ди Марони           |
| Бразил          |                     |                 |                 |                               |                               |                               |

## Галерија
- Поглед на природну границу из авиона.
- Река Лава
- Залазак Сунца на обали реке Марони.
- Поглед на Суринам.
- Залазак Сунца